# Københavns Overpræsidium
Københavns Overpræsidium eksisterede fra 1747 indtil 2006, hvor det blev nedlagt som konsekvens af Strukturreformen. I 1747 fik præsidenten for København, der var byens øverste embedsmand, titel af overpræsident.
Overpræsidiet var øverste verdslige ledelse af hovedstaden og fik senere karakter af statsamt og ekspeditionskontor for statadministrationen. Dets leder, overpræsidenten, modsvarede stillingen amtmand i amterne. Overpræsidenten var oprindeligt kongens repræsentant; senere blev stillingen reduceret til et administrativt embede, der typisk blev besat med en jurist.
Indtil 1938, hvor titlen overborgmester blev indført, var overpræsidenten formand for Københavns Magistrat.

## Præsidenter for København
- 1660-1667 Hans Nansen den ældre
- 1667-1671 Peter Bülche
- 1672-1688 Peder Hansen Resen
- 1688-1713 Hans Nansen den yngre
- 1713-1724 Johannes Christensen Meller
- 1724-1736 Johan Schrader
- 1736-1747 Christian Braem

## Overpræsidenter for København
- (1747-1750) Jacob Benzon
- (1750-1754) Frederik Otto von Rappe
- (1754-1771) Volrad August von der Lühe
- (1771-1772) Ulrik Adolf Holstein
- (1772-1788) Gothard Albert Braem
- (1788-1794) Adolph Sigfried von der Osten
- (1794-1809) Christian Urne
- (1809-1816) Frederik Adeler
- (1816-1834) Werner Jasper Andreas Moltke
- (1834-1846) Andreas Christian Kierulff
- (1846-1856) Michael Lange
- (1857-1864) Hans Helmuth Lüttichau
- (1864-1870) Cosmus Bræstrup
- (1870-1883) Ernst Emil Rosenørn
- (1883-1886) Hilmar Finsen
- (1886-1891) Carl Ludvig Adolph Benzon
- (1892-1899) Christian Sophus Klein
- (1900-1910) Valdemar Oldenburg
- (1911-1924) Frederik de Jonquières
- (1924-1928) Jens Jensen
- (1928-1945) Johan Bülow
- (1945-1977) Carl Moltke
- (1977-1982) Jens Hieronimus Zeuthen
- (1982-1984) Erik Hesselbjerg
- (1984-1996) Gunnar A. Lustrup
- (1996-2000) Werner Willerslev-Olsen
- (2000-2006) Emil Le Maire